# Grimisuat
Grimisuat (toponimo francese; in tedesco Grimslen, desueto) è un comune svizzero di 3 279 abitanti del Canton Vallese, nel distretto di Sion.

## Monumenti e luoghi d'interesse

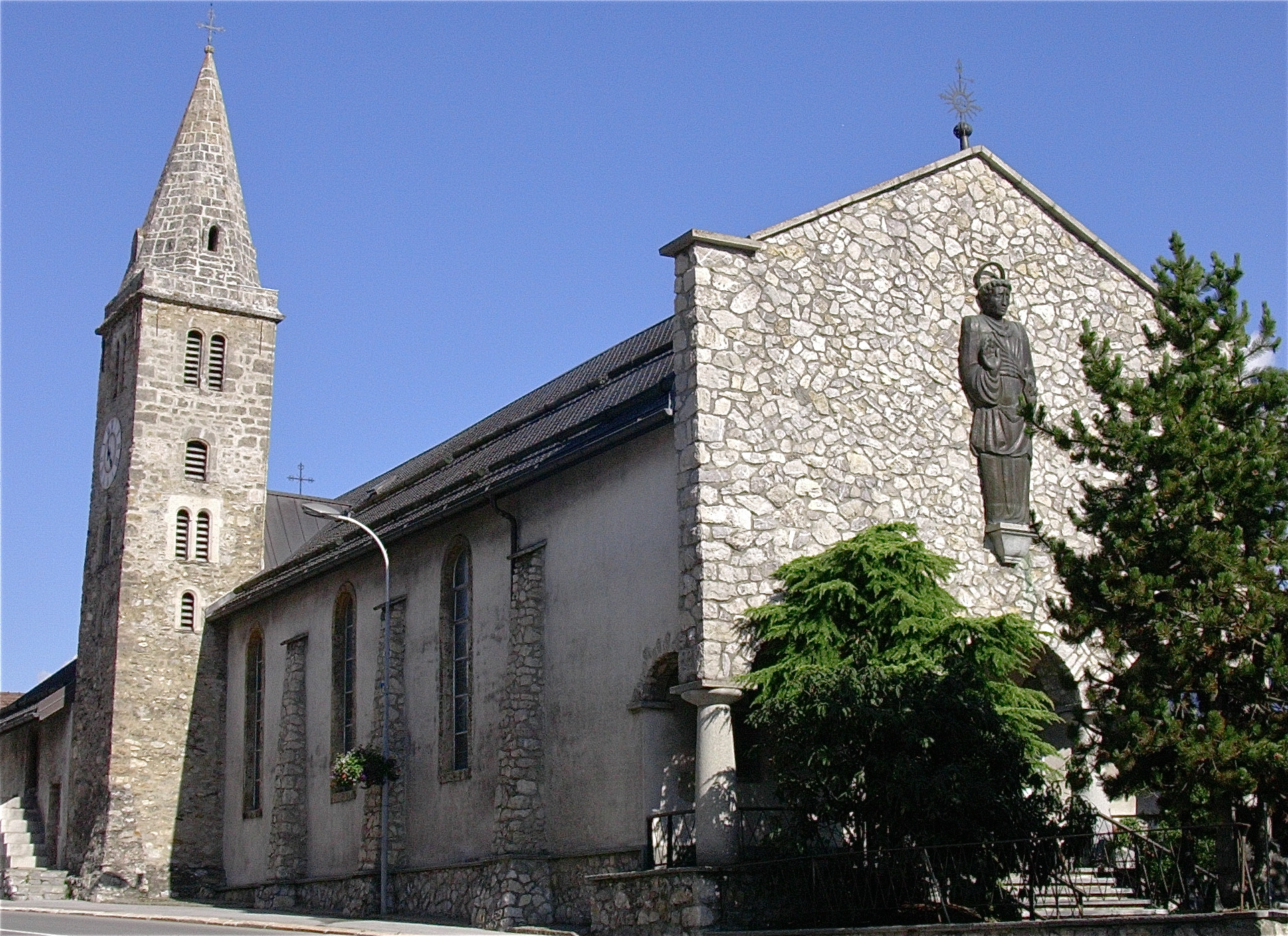
la chiesa di San Pancrazio

- Chiesa parrocchiale cattolica di San Pancrazio[1].

## Società

### Evoluzione demografica
L'evoluzione demografica è riportata nella seguente tabella:
Abitanti censiti

## Amministrazione
Ogni famiglia originaria del luogo fa parte del cosiddetto comune patriziale e ha la responsabilità della manutenzione di ogni bene ricadente all'interno dei confini del comune.